# アミニアシ・ツイマバ
アミニアシ・ツイマバ（Aminiasi Tuimaba、1995年3月26日 - ）は、プロD2・ASベジエ・エローに所属するラグビー選手。

## プロフィール
- フィジー・ヤサワ出身[1]。
- ポジションはウィング(WTB)。
- 身長 185cm、体重 96kg

## 略歴
2020年、ポーに加入。
2021年、東京五輪の7人制フィジー代表に選ばれて金メダル獲得。
2024年、ベジエに加入。